# Nhà thờ chính tòa Uppsala
Uppsala Cathedral (tiếng Thụy Điển: Uppsala domkyrka) là một nhà thờ chính tòa nằm giữa Hội trường Đại học của Đại học Uppsala và sông Fyris ở trung tâm Uppsala, Thụy Điển. Một nhà thờ của Nhà thờ Thụy Điển, nhà thờ quốc gia, theo truyền thống Lutheran, Nhà thờ Uppsala là trụ sở của Tổng giám mục Uppsala, linh trưởng của Thụy Điển.
Tổng giám mục hiện tại là Antje Jackelén và giám mục hiện tại là Karin Johannesson.
Nhà thờ có từ cuối thế kỷ 13 và, ở độ cao 118,7 mét (389 ft),đây là nhà thờ cao nhất ở các nước Bắc Âu. Ban đầu được xây dựng theo Công giáo La Mã, nó được sử dụng cho lễ đăng quang của quân vương Thụy Điển trong một thời gian dài sau Cải cách Tin lành. Một số nhà nguyện của nó đã được chuyển đổi thành nhà của các vị vua của Thụy Điển, bao gồm Gustav Vasa và John III. Carl Linnaeus, Olaus Rudbeck, Emanuel Thụy Điển, và một số tổng giám mục cũng được chôn cất tại đây.
Nhà thờ được thiết kế theo phong cách gothic Pháp bởi các kiến trúc sư người Pháp bao gồm Étienne de Bonneuil. Nó ở dạng chữ thập được hình thành bởi nave và transept. Hầu hết các cấu trúc được xây dựng từ năm 1272 đến 1420 nhưng phần phía tây chỉ được hoàn thành vào giữa thế kỷ 15. Tháp đôi được xây dựng ngay sau đó ở đầu phía tây của nhà thờ. Các ngọn tháp cao đã được thêm vào sau đó, nhưng sau một vụ hỏa hoạn vào năm 1702, chúng được Carl Hårleman trang trí vào năm 1735. Chúng được thiết kế lại hoàn toàn bởi Helgo Zetterwall, người đã thực hiện những thay đổi đáng kể cho tòa nhà vào những năm 1880. Vật liệu xây dựng chính của nhà thờ là gạch nhưng các cột trụ và nhiều chi tiết là Đá vôi Gotland.
Các khung vòm được xây dựng theo kế hoạch ban đầu của thế kỷ 13 mặc dù một số trong số chúng đã được dựng lên vào khoảng năm 1440. Ngoài các tác phẩm nghệ thuật trong nhà nguyện tang lễ, một số đồ đạc cũ của nhà thờ có thể được nhìn thấy trong Bảo tàng Kho bạc. Năm 1702, nhiều tính năng đã bị phá hủy trong một trận hỏa hoạn lớn. Trong công việc cải tạo được thực hiện vào những năm 1970, nhiều bức bích họa thời trung cổ đã được minh oan sau khi cuộc Cải cách được phát hiện và phục hồi.